# Потёмкин, Эдуард Константинович
Эдуард Константинович Потёмкин (17 июля 1934, Мурманск, Ленинградская область — 14 мая 2020) — советский и российский учёный, специалист в области танкостроения и систем вооружения; доктор технических наук, профессор, заслуженный деятель науки и техники Российской Федерации. Лауреат Государственной премии СССР, Государственной премии Российской Федерации (1993) и премии Правительства Российской Федерации в области науки и техники. Действительный член РАРАН.

## Биография
Окончил Ленинградский военно-механический институт (1958, диплом с отличием).
С 1958 года работа во Всесоюзном научно-исследовательском институте транспортного машиностроения (ВНИИтрансмаш), инженер. С 1994 года генеральный директор ВНИИтрансмаша (Санкт-Петербург). Разрабатывал теорию динамики и эффективности систем транспортных машин, участвовал в разработках танков Т-64, Т-72, Т-80 и боевых машин пехоты (БМП), руководил работами по созданию луноходов и марсоходов, а так же роботизированных комплексов Клин-1 и СТР-1, для устранения последствий катастрофы на Чернобыльской АЭС (1986).
В 1996—2005 годах председатель совета директоров ОАО «ВНИИтрансмаш».
У Эдуарда Потёмкина около 200 научных трудов, в том числе монография «Теория и конструкция танка» (в  соавтор.), а также 38 авторских свидетельств на изобретения. Под руководством Э. К. Потёмкина подготовлены 4 доктора технических наук и 14 кандидатов технических наук.
Умер 14 мая 2020 года.

## Награды
- Орден Ленина[3];
- Орден Трудового Красного Знамени (1976)[3];
- Государственная премия СССР (1982)[3];
- Государственная премия Российской Федерации (1993)[3] — за разработку комплекса новых технических решений танка Т-80У и внедрение его в серийное производство;
- Премия Миноборонпрома (1997)[3];
- Премия Правительства Российской Федерации в области науки и техники (1998);
- Орден «За заслуги перед Отечеством» IV степени (1999) — за заслуги перед государством, высокие достижения в производственной деятельности и большой вклад в укрепление дружбы и сотрудничества между народами[5];
- Заслуженный деятель науки и техники Российской Федерации (30 декабря 1994) — за заслуги в научной деятельности[6].
- Почётный гражданин Красносельского района (Санкт-Петербург)[7].